# نابیکسیمولس
نابیکسیمولس (انگلیسی: Nabiximols) با نام تجاری Sativex، یک عصارهٔ اختصاصی شاه‌دانه است که در سال ۲۰۱۰ به‌عنوان یک گیاه دارویی در بریتانیا علی‌رغم فقدان شواهدی برای اثربخشی آن پذیرفته شد.
این دارو به‌صورت اسپری دهانی و برای رفع دردهای نوروپاتیکِ سفتی و گرفتگی عضلانی، مثانه بیش‌فعال و سایر علائم بیماری ام‌اس به‌کار می‌رود. سازندهٔ نابیکسیمولس «شرکت دارویی جی‌دابلیو» است. مواد فعال آن تتراهیدروکانابینول (THC) و کانابیدیول (CBD) است. هر پاف از اسپری ۲٫۷ میلی‌گرم THC و ۲٫۵ میلی‌گرم CBD دارد.
پخش‌کنندهٔ این دارو در آسیا (بجز چین و ژاپن)، آفریقا و خاورمیانه (بجز اسرائیل)، شرکت دارویی نوارتیس است.

## عوارض جانبی
در کارآزمایی‌های بالینی ابتدایی، مشاهده شد که نابیکسیمولس به‌خوبی تحمل می‌شود. شایع‌ترین عوارض جانبی در فاز سوم کارآزمایی‌های بالینی سرگیجه (۲۵٪)، خواب‌آلودگی (۸٪) و سرگشتگی و بهت (۴٪) بود و ۱۲٪ از مصرف‌کنندگان به‌خاطر بروز عوارض، مصرف آنرا قطع کردند. هیچگونه تحقیقی دربارهٔ احتمال وابستگی دارویی به نابیکسیمولس در دسترس نیست، اما با توجه خواص دارویی دو مادهٔ تشکیل‌دهندهٔ آن، چنین احتمالی ضعیف است.